# Південносуматранські газопроводи
Південносуматранські газопроводи – трубопровідна система, за допомогою якої облаштували подачу блакитного палива в район міста Палембанг.
Ще у першій половині 20 століття Палембанг став центром потужного нафтовидобувного району. В подальшому тут узялись і за використання ресурсів природного газу, зокрема, в 1963 році стала до ладу перша черга  заводу азотної хімії PUSRI. Для подачі природного газу до Палембангу проклали цілий ряд трубопроводів:
- від Мусі-Тімур через родовища Терас, Рамбутан, Бетунг, Прабумуліх, Камбай та Сімпанг Y довжиною 226 км. На першій ділянці він має діаметр 300 мм, який після Терас та Рамбутан зростає до 350 мм і 400 мм відповідно, а між Бетунг та Прабумуліх вже становить 500 мм;
- від Берінгін через родовища Лімау, Прабумуліх, Камбай та Сімпанг Y довжиною 131 км. На першій ділянці він має діаметр 250 мм, а між Лімау та Прабуміліх цей показник досягає 300 мм;
- від Лембак через Сімпанг Y довжиною 79 км, який між Лембак та Сімпанг Y має діаметр 350 мм.
При цьому після Прабумуліх та до Сімпанг Y у коридорі прямують дві нитки діаметром 600/500 мм і 300/350 мм (до/після Камбай), а після Сімпанг Y вже йдуть три нитки діаметрами 600 мм, 300 мм та 350 мм.
Пізніше до Прабумуліх подали додатковий ресурс за допомогою нових газопроводів:
- довжиною 140 км та діаметром 700 мм від Мусі-Барат;
- довжиною 45 км та діаметром 800 мм від Пагардева (можливо відзначити, що з центру газової промисловості у Пагардева також бере початок одна з ниток значно газопроводу Південна Суматра – Західна Ява).
З першої половини 2010-х газ, який подають з напрямків Мусі-Барат і Мусі-Тімур, спершу проходить через установку вилучення зріджених вуглеводневих газів Прабумуліх.
Окрім PUSRI, значним споживачем блакитного палива в районі Палембангу є електроенергетика (ТЕС Індралая, ТЕС Керамасан).